# Megatron (Transformers)
Megatron es un personaje de la franquicia Transformers que sirve como el antagonista principal, creado por la compañía estadounidense de juguetes Hasbro en 1984, basada en un diseño de la compañía japonesa de juguetes Takara Tomy. Es el líder tiránico de los Decepticons, una facción villana de robots alienígenas que busca conquistar su planeta natal de Cybertron y el resto del universo conocido, y sirve como el archienemigo de Optimus Prime, el líder de la facción rival Autobots. Al igual que con todos los Cybertronianos, Megatron puede disfrazarse transformándose en vehículos o armas. Sus modos alternativos han incluido una pistola Walther P38, un arma de haz de partículas, un cañón láser telescópico, un jet Cybertroniano y varios tanques, dependiendo de la continuidad en la que se lo represente. Contando originalmente con la designación de "D-16" en algunas continuidades, durante su época como minero.
El origen más consistente de Megatron lo retrata como alguien que pasó de ser un trabajador oprimido en las minas a un campeón de gladiadores que tomó el nombre legendario de uno de los Trece Primes originales, Megatronus, como suyo.El acortó su nombre al volverse un revolucionario político que intentó reformar el corrupto órgano de gobierno de Cybertron, exigiendo el fin de su decrépito sistema de castas. Como mentor y amigo del joven Orion Pax, Megatron predicó que la libertad de autodeterminación era el derecho de todos los seres sensibles. Cuando Megatron se corrompió por su poder, Orion utilizaría sus enseñanzas en su contra como Optimus Prime. En la mayoría de las encarnaciones, Megatron eventualmente encontraría su desaparición a manos de Optimus, solo para luego resucitar como Galvatron.
Megatron se ha convertido en uno de los personajes más emblemáticos de la franquicia y un villano ampliamente reconocido en la cultura popular. La popularidad del personaje lo ha visto aparecer en una variedad de productos, como juguetes, ropa y artículos coleccionables, atracciones de parques temáticos y ser referenciado en varios medios. Ha sido adaptado en encarnaciones de acción en vivo, animadas y de videojuegos, habiendo sido doblado por actores como Frank Welker, Corey Burton, Hugo Weaving y Brian Tyree Henry.

## Transformers: Generación 1

### 4 Millones de años Atrás
El planeta Cybertron es gobernado por los Quintessons, una raza alienígena superior, que construye Autobots y Decepticons, para venderlos a través de la galaxia. Los Transformers se revelan contra los Quintessons y obtienen su libertad. Autobots y Decepticons viven en una sociedad en paz donde los Autobots obtienen energía (obreros) y un grupo de cybertronianos militares se encargaban de la defensa del planeta (ejército), hasta el día que un exlíder Autobot Megatronus Prime, traicionó a sus hermanos por ansia de poder y se alió con Unicron quien quería todos los recursos de Cybertron para volverse más poderoso ambos formaron un pacto. The Fallen quien antes era Megatronus Prime, decide utilizar y convencer a esos cybertronianos militares de que se revelen contra los Autobots argumentándoles que a pesar de que su poder iba más allá que el del resto estaban sometidos a simples obreros. Les promete llevarles al poder y a la victoria a cambio de servirle y así es como nacen los Decepticons y declaran la guerra a los Autobots, quienes manejaban la mayor parte de la energía del planeta.
Después de todo este suceso The Fallen asesina a Nova Prime un exlíder Autobot quien antes de su lecho de muerte le encargo a Sentinel Prime la Matriz y el liderazgo Autobot. Sin embargo Sentinel Prime crea la habilidad de transformarse y con esa nueva habilidad derrotan a varios Decepticons.
Fallen y los Decepticons saben que necesitan a otro líder que los lleve a la victoria, así que los Constructicons con la última tecnología del momento construyen a un poderoso Decepticon que fue llamado Megatron y Fallen decidió convertirlo en su discípulo, y lo consideró como el Decepticon que tiene como destino llevar a todos los Decepticons a la anhelada victoria.
Mientras que Megatron empezaba a derrotar a una gran parte de Autobots, su maestro Fallen le dio un gran rango entre todos los soldados Decepticons y es así como Megatron obtuvo el segundo mando de los Decepticons. Mientras tanto Megatron y su maestro Fallen desarrollaron y mejoraron la habilidad de la transformación ampliándole la habilidad de volar en su modo normal y alterno y es así como salieron los Seekers como Starscream. No solamente crearon la habilidad de volar y de transformarse, si no que también crearon a Robo-Smasher un robot que podía reprogramar a Autobots y civiles convirtiéndolos en servidores Decepticons erróneamente se ve a los Constructicons como seres pacíficos cuando ellos fueron quienes crearon a Megatron antes de ser reprogramados por el Robo-Smasher, sin embargo Fallen modificó a los Constructicons dándoles la habilidad Gestalt quienes podían combinarse y formar a un robot gigante llamado Devastator, poco tiempo después cuando Megatron quería convertir a Omega Supreme en un lacayo Decepticon con la ayuda del Robo-Smasher, sin embargo Omega Supreme lo destruye al instante.
Megatron y su maestro deciden atacar a los Autobots y especialmente a Sentinel Prime quien es mortalmente herido a manos de este y poco antes que este muera le encarga la Matriz a Alpha Trion un antecesor líder Autobot, este logra utilizar la Matriz y derrota a Fallen encerrandolo en un abismo del espacio exterior, al desaparecer su maestro, Megatron adquiere el liderazgo principal de los Decepticons.
Los principales ataques de Megatron fueron estratégicamente planeados; éstos eran los hangares de almacenaje de energía de los Autobots. Uno de estos hangares era dirigido por Orión Pax. Megatron destruyó ese hangar, se robó la energía del mismo y eliminó a Orión Pax quien trató de defender a sus amigos y al hangar. Los amigos de Orión Pax llevaron el cuerpo de este a Alpha Trion para repararlo. Alpha Trion siente algo especial en Orión Pax y decide experimentar con su cuerpo y chispa; así crea a Optimus Prime, el Autobot que llevara a sus semejantes a la victoria en una nueva guerra cibertroniana, la gran guerra entre Decepticons y Autobots.
Megatron por años pudo mantener a sus tropas con energía robada a los Autobots y la que les proporcionaba una extraña reliquia conocida como el Corazón de Cybertron que producía energía infinita. Los Autobots a su vez no tenían esta ventaja. Además de ir perdiendo la guerra contra los Decepticons, los Autobots se ven obligados a buscar nuevas fuentes de energía. Así construyen una nave llamada el Arca y comienzan su viaje en busca de nuevas fuentes de energía . Megatron descubre los planes de Optimus Prime y los sigue con la mejor nave de toda la flota Decepticon, El Némesis. El Némesis usaba como fuente de poder el Corazón de Cybertron. Después de una persecución en el espacio empieza una batalla al interior del sistema solar, hasta el momento que llegan a la órbita de la Tierra; Megatron entonces da la orden de abordar la nave autobot y matar a los que se encuentren en ella; empieza una batalla en el Arca, las 2 naves atraviesan un campo de asteroides y quedan en malas condiciones, precipitándose al planeta Tierra, lo que hizo que quedaran atrapados en dicho planeta (la Tierra) por 4 millones de años.

### El año 1985
(1.ª y 2.ª temporadas, Serie animada Generación 1, los Transformers )
Debido a una erupción volcánica Teletran 1, la computadora principal del arca, se activa y empieza a reparar a los Transformers dándoles el aspecto de máquinas terrestre, siendo el primero el Decepticon Skywarp (conversión en F-15) quien luego hace que revivan a Megatron (conversión en pistola Walther P-38) y al resto de los Decepticons. Los Decepticons se marchan de la nave, Starscream sin darse cuenta de que, en su intento por sepultar el arca, la computadora empieza a reformar/revivir a sus enemigos.
Megatron se da cuenta del potencial energético del planeta y empieza una nueva campaña para robar esta energía y transportarla a Cybertron y para destruir a los Autobots, mientras que los Autobots luchan contra los Decepticons para detenerlos. Las batallas en la Tierra entre Autobots y Decepticons, demuestran la astucia del líder Decepticon, siempre buscando la manera de fraccionar las filas enemigas, robar toda energía posible y en especial asesinar a Prime; a su vez tiene que lidiar con las traiciones de Starscream, y luchar contra enfermedades como la del óxido espacial.

### El año 2005
(Transformers: The Movie 1986)
Durante los años previos al 2005 los Decepticons se vieron obligados a dejar la Tierra y volver a Cybertron, dando así un poco de paz en el planeta y permitiendo que los Autobots construyan Ciudad Autobot que más tarde será conocida como Metroplex. Mientras algunos Autobots se establecen en las lunas de Cybertron para monitorear las operaciones decepticons que aún dominan el planeta Cybertron.
Cuando una nave Autobot comandada por Ironhide y tripulada por Ratchet, Prowl, Wheeljack y Brawn se prepara a viajar hacia ciudad Autobot (La Tierra), la nave es descubierta por espías decepticons, Megatron ve entonces la nave como una oportunidad de invadir Ciudad Autobot. Este junto a sus tropas se infiltra y asesina a todos los Autobots a bordo, y llega a la Tierra donde comienza una de las batallas más feroces que la gran guerra ha tenido. Los Autobots en gran desventaja piden ayuda a Cybertron y Optimus Prime junto a otros autobots viaja a la Tierra. El líder autobot se enfrenta contra Megatron en una lucha a muerte "donde solo uno quedara en pie y el otro caerá", Megatron utilizando artimañas logra herir mortalmente a Prime; sin embargo, Prime logra derrotar a Megatron quien también queda muy malherido. Soundwave corre hacia a su herido líder y lo lleva dentro de Astrotrain para escapar siguiendo la orden de Starscream, quien se arrogó el liderazgo de los decepticons. Al huir dentro de Astrotrain, éste les informa que necesita aligerar carga, pues de lo contrario no podrán llegar a Cybertron. Alentados por Starscream, los decepticons deciden que los heridos serán los que tendrán que sacrificarse; entre los heridos están los Insecticons (Bombshell, Kickback y Shrapnel), Skywarp, Thundercracker y Megatron, quienes son lanzados al espacio.
Los decepticons heridos flotan por el espacio y son encontrados por Unicron, un planeta robot cuyo objetivo es alimentarse de todos los planetas que encuentra a su paso. Unicron hace un pacto con Megatron, para que destruya la Matriz del liderazgo de los autobots, a cambio, Unicron le promete a Megatron un cuerpo nuevo y nuevas tropas. Megatron accede, después de percatarse que de lo contrario moriría en el espacio, y Unicron transforma a Megatron en Galvatron, dándole poder para reclamar el liderazgo de los decepticons; además transforma a los otros Decepticons heridos en nuevas tropas más eficientes y leales a él, así nacen Cyclonus y Cyclonus Armada (ex Bombshell),(ex Skywarp); Scourge (ex Thundercracker) y los 2 Sweeps (ex Kickback y ex Shrapnel).
Una de las primeras misiones de Galvatron y sus tropas es recuperar el mando de los Decepticons, a la sazón liderados por Starscream, quien realiza una ceremonia de coronación en Cybertron. Galvatron llega en plena coronación y elimina a Starscream, logrando ser o regresar a ser el líder decepticon. De aquí en adelante todas las incursiones contra los Autobots y la Tierra durante la saga son con Galvatron a la cabeza.

#### Ficha técnica (1984)
| Fuerza           | 10/10                  |
| Inteligencia     | 10/10                  |
| Velocidad        | 4/10                   |
| Resistencia      | 8/10                   |
| Rango            | 10                     |
| Destreza         | 9/10                   |
| Potencia de tiro | 10/10                  |
| Habilidad        | 9/10                   |
| Estado           | Evoluciona a Galvatron |

| Transformación |
| Pistola Magnum Walther P38 (Generación 1) Tiranosaurio Rex (Beast Wars) Dragon biomecánico,ciudadela, y antigua forma de Optimal Optimus (Beast Machines) Dragón Alado de 2 Cabezas (Robots in Disguise) Tanque Cybertroniano,jet Cybertroniano y Auto de carreras (Trilogía de Unicron) Jet Cybertroniano (Película 2007) Jet Cybertroniano/Helicóptero Tiltrotor gunship (Animated) Tanque Volador Cybertroniano (La venganza de los caídos 2009) Camión Viejo Cisterna de Gas Mack Titan Tank Truck (El lado oscuro de la luna 2011) Jet Cybertroniano (Transformers: Prime) |

| Lema |
| ""La Paz a través de la Tirania"." "No Hay un Gran Comando sin mi"." "Mi poder es tu destino!"" "Únete a mí y yo te envío a la batalla. Desafía a mí, y yo te envío al olvido."" "El Allspark será mío, y Cybertron estará a mis pies."" "Triturar a Los Autobots."" "Decepticons, transfórmense y ataquen!""."Sométete o muere" |

## Beast Wars
Megatron es el líder indiscutible de los Predacons, su modo alterno es un Tiranosaurio Rex, de gran inteligencia y astucia aunque sus secuaces son más incompetentes.
Robó el Disco Dorado porque en él había información sobre el futuro grabada y unos planes que redactó el auténtico Megatron Decepticon. Al llegar al planeta, su prioridad es hacerse con todo el Energon posible para abastecer a la armada Predacon y así declarar la guerra a los Maximals. Pero sus planes y ambiciones iban más allá si se confirmaban sus sospechas de estar en el pasado y poder evitar hechos del futuro que marcarían finalmente el triunfo de los Maximales sobre los Predacons.

## Beast Era
Tres siglos después del final de la Gran Guerra, cuando los Maximals y los Predacons se habían levantado para sustituir a Autobot y Decepticon, un Predacon en particular, estaba descontento con el control de los Maximals 'de Cybertron un Autobot después de la victoria en la guerra. Estudiaba el texto Cybertroniano antiguo se decía que era un Pacto de Primus, el Predacon tomó el nombre de Megatron de un gran destructor del mismo nombre que el libro anunciado (que puede o no puede haber sido también un homenaje directo a su homónimo, el Megatron Decepticon). La búsqueda de Energon al poder, su oferta pública de adquisición, que le robó el artefacto legendario conocido como el disco de oro (dicho era ese libro), pero descubrió entre sus datos más que la mera ubicación de una fuente de Energon, codificados en el disco fue un mensaje de la original Megatron, que este contenía las coordenadas del planeta Tierra en la era prehistórica. Gracias a la tecnología de teletransporte esto permitirá a los usuarios viajar en el tiempo y alterar la historia en concreto, para destruir a Optimus Prime mientras estaba viajando dentro del arca, lo que impediría a los Autobots de ganar la gran guerra.

## Beast Machines
Megatron es el Gobernante de Cybertron y amo de las hordas de Vehicons. Al abandonar el planeta Tierra fue encadenado al fuselaje de la nave Maximal, pero logró escapar en medio del viaje y llegar a Cybertron antes, liberando un virus que destruyó los cuerpos de los habitantes y permitió que hurtara todas sus chispas de vida. Su meta es destruir todo lo orgánico e inteligente en Cybertron, incluyendo a Optimus Primal y su grupo de guerreros Maximales. Autenticamente estaba atrapado en su forma de dragón transmetálico, lo que posee en momentos de su ira. Posteriormente logra limpiar su cuerpo dividiéndolo en dos: uno orgánico y otro tecnológico, pero queda atrapado en el erróneo y, al lograr liberarse, se transforma en una gigantesca fortaleza flotante (luego, y temporalmente, su chispa se hospeda en el cuerpo de un autómata al ser derribado). Finalmente replica el cuerpo transmetálico con que saliera Optimus de la Tierra.

## Transformers: Robots In Disguise
Megatron es el líder de los Predacons, está listo para destruir todo lo que se encuentra a su paso para conseguir lo que más desea: la energía que está contenida en la Tierra. Para ello, se apresta a conquistar el planeta con la clara intención de no compartir con nadie. Este excelente y letal combatiente sobrevivió a un sinnúmero de batallas. Sus victorias le han ayudado a obtener la tecnología para su séxtuple transformación.
Galvatron (Devil Gigatron) Ha incrementado su poder destructivo al dotarse de cuatro nuevos y terroríficos modos de transformación. Capaz de lanzar ataques mortíferos en tierra, bajo el agua y en los aires, Galvatron es ahora más peligroso que nunca. Los seis modos que ya poseía también aumentaron en potencia, convirtiéndolo en uno de los enemigos más implacables de los Autobots.

## Trilogía de Unicron

### Transformers Armada
Él es el líder del supremo de todos los Decepticons en este universo de los Transformers. En todos los dibujos animados serie de tres, que es modificado en Galvatron , volviendo a su nombre Megatron tras las dos primeras actualizaciones.
Él es extremadamente cruel, despiadado y astuto,se transforma en un Tanque militar así como increíblemente fuerte e inteligente. Solo Optimus Prime se pueden comparar con él en la fuerza. Megatron no se detendrá ante nada para lograr su objetivo final, el cual es gobernar sobre todos los Mini-Cons y sobre todo el Universo, en el extremo. Megatron no será desobedecido o contradicción. Él es muy capcioso y un líder extremadamente fuerte. Casi nunca elogia a sus subordinados, pero a menudo se los castiga cruelmente por sus errores y fracasos (y por sus propios errores, también). Es capaz incluso de tratarlos injustamente, por ejemplo, Demolishor y Starscream.
Megatron llevó a su Decepticons a la Tierra en el año 2010, en la búsqueda de los Mini-Cons. El establecimiento de una base en el casco en ruinas de los Mini-cons en la luna de la Tierra, Megatron llevado a cabo una exitosa campaña general contra los Autobots, comandando la captura de Mini-Cons y combinar con éxito las dos primeras armas de los Mini-Con, el sable de Star y el Escudo Skyboom. A través de las maquinaciones de Unicron, Megatron entonces adquirió el arma definitiva, el Réquiem Blaster , que con los otros dos, sirve para alimentar la nueva construcción Hydra-Cannon . La fuerza destructiva de su nueva arma se desató contra la Tierra, pero Optimus Prime tomó la explosión para salvar el planeta, matando a sí mismo en el proceso. la muerte del primer Megatron sumido en una profunda depresión de todos los Decepticons, después de haber perdido a su mayor oponente, sin la oportunidad de acabar con él con sus propias manos. Afortunadamente para todos los interesados, los Mini-Cons fueron capaces de resucitar a Optimus Prime, Megatron restaura lo que fue, pero pronto fue otro cambio que le permitió superar todo lo que había sido, cuando él fue uno de los Transformers que tenían sus poderes impulsado por sus Mini-Cons tras ser atacado por Nemesis Prime, Megatron se evoluciona convirtiéndose en Galvatron ( Megatron en modo de evolución en Japón) y de volver a Cybertron con un vigor renovado para la conquista. Sin embargo, la aparición de la amenaza de Unicron fue ignorado por Galvatron, obligando a su lugarteniente Starscream a sacrificarse y Galvatron de nuevo llegó a temer el final de su guerra en el frente de energía de Unicron. Galvatron entró en el cuerpo de Unicron junto con Optimus Prime, y fue absorbido por semidiós del cuerpo y la mente, pero cuando los humanos aliados de los Autobots liberó a los Mini-Cons de la esclavitud de Unicron, Galvatron también fue liberado, y, creyendo que la amenaza de Unicron a ser más, desafió a Optimus Prime a un duelo final. Sin embargo, Optimus Prime liberó un gran poder con el que lo derrotó, Unicron y Galvatron vieron que la única manera de acabar con el círculo se destruirse a sí mismo, el sacrificio de su vida antes que vivir en una era de paz, Galvatron se hundió en el vientre de Unicron, y en un instante , los dos aparentemente murieron.

### Transformers Energon
A pesar de que se esté se creyó muerto, por lo tanto los Autobots y los Decepticons, Megatron, al igual que Unicron, había sobrevivido a la batalla final, su cuerpo ahora una cáscara podrida, absorbido por el cuerpo dañadas por igual de Unicron, donde reposaba desde hace diez años. Cuando el ser llamado Q Alfa comenzó su plan para reactivar Unicron en Transformers Energon , Megatron vio su oportunidad, trasvase de algunos de los energon que Alpha Q de Terrorcons ganado, trabajando en su propio renacimiento. Para activar los Decepticons a su lado, Alpha Q forjó una espada de Megatron chispa , pero cuando un enfurecido Scorponok apuñalado el cadáver de Megatron con la cuchilla, Megatron nació de nuevo, con un nuevo cuerpo de gran alcance que se transformó en un helicóptero de combate, armados con tecnología Hyper cañones de energía . Tomando la espada para los suyos, se procedió a hacerse cargo del cuerpo de Unicron, el envío de Alpha Q huir en la cabeza de Unicron, y reiniciar su campaña contra la Tierra y los Autobots, en busca de Energon para reactivar Unicron, quien iba a utilizar como arma definitiva.
Megatron finalmente logrado que Unicron a la cercanía de Cybertron y la transformación del planeta-comedor a modo de robot. Sin embargo, en un intento de detenerlo, Alpha Q estrelló la cabeza de Unicron, encargado de la Energon positivos de la Tierra, en el cuerpo de Unicron, interactuando con el energon negativa dentro. La reacción resultante rasgó una ruptura en la realidad que condujo a una nueva región del espacio donde Alpha Q ha recreado todos los planetas Unicron había consumido, que Megatron inmediatamente vio como un objetivo de adquirir más de Energon. Después de otra serie de ataques, Megatron reanimado con éxito Unicron, pero el caos portador de la conciencia de la invadido el cuerpo de Megatron, teniendo en su mente. Aunque Optimus Supremo fue capaz de destruir el cuerpo de Unicron, su mente se vivió en Megatron, ordenándole atacar a Cybertron y descubrir un depósito de Super Energon debajo de la superficie del planeta. Megatron se sumergió en el líquido de gran alcance, una vez más convertirse en el poderoso Galvatron y rápidamente se aseguró el control del planeta, obligando a los Autobots subterráneos de gas Energon. Uso de torres de Energon, Galvatron había trasladado a Q de la región alfa del espacio, donde una vez más se empapó en el Super Energon, creciendo a una altura colosal. Sin embargo, mientras lo hacía, la influencia de Unicron totalmente tomó el control de su mente, dirigiendo él hacia el espacio para volver a fundirse con su chispa. Optimus Prime le obligó a una batalla, sabiendo que el odio de Galvatron le obligaría a su conciencia a la superficie otra vez, y cuando lo hizo, Optimus Prime estuvo bajo la influencia de Unicron, sellado dentro de sí mismo. Galvatron decide destruir la chispa Unicron, pero terminó siendo poseído por una vez más, y en lugar de luchar contra Optimus Prime, se sumergió a sí mismo en el sol expósito creado por Primus, encendiendo la estrella y aparentemente destruyéndose a sí mismo.

### Transformers Cybertron
Diez años más tarde, el plan de Primus para encarcelar a Unicron chispa en el corazón del sol finalmente fracasó, lo que lleva al colapso de la estrella, creando un agujero negro que amenazaba la existencia de Cybertron, y el resto del universo. Escapar de su confinamiento en el sol, Megatron (ahora conocido como Master Megatron en Japón) mejorar sus competencias mediante la fusión de su cuerpo con los restos destrozados de la forma de Unicron, el aumento de su poder con el propio dios oscuro. En esta nueva forma, Megatron se convirtió en un cambiador de triple con la capacidad de transformarse en un vehículo de carreras monstruoso y un avión a reacción Cybertroniana. Sus armas principales consisten en dos de montaje trasero lanzadores de misiles y la capacidad de liberar la energía de las corrientes palmas de sus manos en forma de rayos. Además, se puede recurrir a un Cyber clave para activar los propulsores de alta velocidad en el modo de vehículo, así como una garra de combate (con nombre como Uña de muerte en Japón) en modo robot.
Como los Autobots preparado para evacuar Cybertron a raíz de los desastres causados por el agujero negro, Megatron golpeado, acercándose a los desprotegidos antigua transformador Vector Prime , y el robo de un mapa holográfico que contiene la ubicación de las teclas de Cyber planeta que podría ser utilizado para sellar el Agujero Negro . Que operan en una dimensión de bolsillo de fuego, Megatron conspiraron para utilizar el poder del mundo-que forma Planeta claves Cyber y su coordinación bloqueo Omega para acelerar la degeneración universal creado por el agujero negro, la destrucción del universo y con las teclas que rehacerlo en su propia imagen.
Dejando a Starscream y Thundercracker para buscar el bloqueo de Omega en la Tierra, Megatron situado el lugar de descanso de la primera Cyber Planeta clave en Velocitron , el planeta de velocidad. Reclutamiento de los nativos alborotadores Ransack y Crumplezone a hacer su voluntad, dedujo que el planeta es el trofeo de la competición fue la clave. Después de no poder derrotar planeta regente Reemplazar en una carrera para obtener más información, sin embargo, dejó Ransack y Crumplezone para competir en torneos y ganar el trofeo y volvió su atención a la selva del planeta , hogar de la segunda Planeta clave Cyber, donde se congració con el planeta regente Plaga . Ambas misiones en última instancia, terminó en fracaso, sin embargo, cuando los Autobots adquirido las llaves.
Tratando de encontrar la tercera llave, Megatron descubrió que había sido traicionado por Starscream, cuando el mapa del planeta - en realidad, un duplicado cambiado por Starscream - lo llevó a un sector del espacio muerto y lo selló dentro de una esfera metálica. Plaga fue capaz de liberar un poco más tarde, pero en ese momento, Starscream había obtenido el tercer Cyber Planeta clave, desde la Tierra, por sí mismo, junto con el bloqueo de Omega y otras teclas. Megatron se dirigió derecho a su lugarteniente traidor, pero fue interceptado por los Autobots Hot Shot , Alerta Roja y Scattorshot , que tenían la intención de esperar hasta que los otros Autobots podía dejar de Starscream. Los intentos de Starscream para aprovechar la clave de la Tierra, sin embargo, provocó una liberación de sus energías, que Megatron dotado con una nueva tecla de encendido de Cyber - la muerte de ametralladora, que utilizó para acribillar a los Autobots en su camino.
Los Autobots logró recuperar las llaves de Starscream, pero un nuevo ataque de Megatron vio el líder Decepticon robarlos de debajo de la nariz de Optimus Prime y el retroceso en su dimensión de bolsillo. Primer lo persiguió a través del portal y lo derrotó en una batalla campal, readquisición de la cerradura y de volver a Cybertron. Como Megatron intentado seguirlo, Vector Prime combinado sus poderes portal de apertura con las teclas Cyber Planet y se derrumbó dimensión de Megatron en sí misma, destruyendo el villano. Esto no iba a ser el final de Megatron, sin embargo, como el poder de su armadura de Unicron lo sostenía como un fantasma-como entidad compuesta por pura oscuridad. En este estado, que rematerializados en Cybertron y utilizado poderes de cambio de formato de Unicron para actualizar el Crumplezone heridos en Crumplezone oscuro. A medida que fue atacado por el Autobot Leobreaker , su regeneración completa y su cuerpo físico fue restaurada, así como él utilizan el resto de la oscuridad persistente para crear un doppelgänger mal de Leobreaker, Nemesis Breaker, de los propios pensamientos oscuros los Autobot. Uniéndose a Nemesis Breaker para formar Dark Claw modo, Megatron luchó Optimus Prime y los salvajes Leobreaker modo de garra e hizo un juego más para el bloqueo de Omega, hasta que la noticia de la ubicación del cuarto y último planeta clave Cyber le llevó a retirarse.
Guiado a través de una urdimbre espacial por el misterioso Soundwave a Gigantion, el planeta gigante , hogar de la llave final, Megatron dedican mundial líder, Metroplex , en la batalla. Para su sorpresa, sin embargo, fue derrotado por completo en cuestión de segundos, y Nemesis Breaker fue destruida. Consumida por la ira, el poder de Unicron dentro de su armadura extendió la mano y detecta las energías del Planeta Cyber Planet la tecla gigante, basándose en ellos y la infusión del cuerpo de Megatron con ellos. Atacar a los Autobots en un lugar oscuro, la forma la sombra, que diezmó a la mayoría de sus fuerzas antes de verse enfrentado por Optimus Prime y completar su transformación - una vez más, se había convertido en Galvatron Megatron (Master Galvatron en Japón).
Después de tomar venganza en Metroplex, Galvatron se unió a la carrera para adquirir la clave del planeta gigante, que incluía una revancha con el renacido Hot Shot, Alerta Roja y Scattorshot. Una vez más, los Autobots pudieron adquirir la llave, pero luego se robó el Galvatron completado Omega Lock, solo para ser atacados por Starscream, que luchó con Galvatron por la posesión del artefacto. Galvatron en última instancia, se adjudicó la victoria en la batalla, con la enorme cantidad de energía liberada en el choque de hecho Starscream explosiones en otro universo. Con el bloqueo de teclas y ahora en sus manos, volvió a Galvatron el Agujero Negro, donde se enfrentó con el tiempo y finalmente derrotado por los cinco líderes del planeta, independientemente de sus nuevos poderes gigantes que él y sus tropas.
Después de haber tenido el poder último arrancado de sus manos, Galvatron contempla renunciar, pero cuando el espíritu de Starscream se acercó a él y le incitó a continuar con su venganza, él desafió a Optimus Prime a un épico duelo final. La batalla fue larga, y finalmente terminó en la luna de Cybertron. Galvatron a punto de ganar cuando se genera una lámina masivas de energía oscura, que respondió con el primer espada de Vector Prime. Como los dos viejos enemigos cargos uno hacia el otro en un ataque final, Optimus Prime empalado Galvatron, cuyo cuerpo se derrumbó y se disolvió como conoció a su fin una vez por todas.
En una secuencia de montaje a la conclusión de la serie, sin embargo, el mal Galvatron resultó ser eterna, ya que, más allá del velo del tiempo y el espacio, su chispa luchó con el de Vector Prime. poder Galvatron en esta serie fue muy inconsistente. Él era mucho más poderoso que Optimus en su primera aparición, pero fue igualado con él en su batalla final.

## Transformers Animated
En Transformers Animated, Megatron no era el principal antagonista de gran parte de la primera temporada, pero en la segunda temporada, tomó de nuevo el papel del antagonista principal. El diseño de Megatron en el primer capítulo es un homenaje a la película del 2007 incluyendo también en su modo alterno de Jet Cybertroniano, mientras que su diseño de la Tierra tiene similitudes con el su forma del G1. Él maneja su cañón de fusión de marcas (que es mucho mayor de lo habitual en esta serie), y lleva un par de espadas. Las espadas se no se asemejan a la katana en la imagen de la derecha, tomada de un diseño anterior. Su modo alterno es un Helicopero de Guerra Tiltrotor gunship.
En esta serie, Megatron tiene su propio lema: "Decepticons, ¡transfórmense y ataquen!", en contraparte del clásico lema del Optimus Prime en G1 "Autobots, ¡transfórmense y avancen!". Megatron ni siquiera recordaba el nombre de Optimus Prime hasta el final de la serie. A diferencia de otras series, Megatron no se convierte en Galvatron, permanece como Megatron al cumplirse las tres temporadas.
Esta versión es menos tolerante con Starscream ante su traición. Ya que ahí se ve una cierta rivalidad y competencia de liderazgo entre Starscream y Megatron, sin embargo Megatron tiene el gran placer de matarlo varias veces una vez que descubre que Starscream se ha convertido en inmortal gracias a un fragmento del Allspark incrustado en su cabeza, incluso Starscream estuvo a punto de matar a Megatron en 2 ocasiones pero fue Salva in extremis en las 2 mismas ocasiones una por Bumblebee y la otra por Isaac Sumdac al decapitarlo para derrotar a Megatron usando el arma de Headmaster aquella que la creó su rival de tecnología Henry Masterson y más tarde destruiría la sustitución del cuerpo de Starscream, momentos después de que él lo consiguió autorepararse.
Megatron al final de la serie quedó malherido por Optimus Prime usando el poderoso Martillo de Ultra Magnus y en el modo Jet-Power que lo creó Ratchet especialmente para derrotar a Megatron ya que este puede volar y el no. Optimus Prime en lugar de matarlo decide llevarlo a juicio por lo que al final de la serie se vee como el y sus compañeros Autobots lo llevan con las esposas de éxtasis y encerrado en una cápsula.

## Transformers: La chispa de la Tierra
En esta versión Megatron no es un villano despiadado a diferencia de su contraparte original, basada en su versión de idw comics en este mundo megatron fue solamente por un tiempo parte de los decepticons sin embargo en medio de la guerra se une a los autobots para terminar la guerra, aparece como personaje secundario en la serie animada Transformers: La chispa de la Tierra, con la voz de Rory McCann. Esta encarnación se transforma en un rotor basculante blindado y habla con acento escocés, siendo ahora un aliado de los Autobots, así como operativo de G.H.O.S.T., para proteger a la gente de la Tierra, tanto humanos como cybertronianos.

## Películas acción en vivo Bayverse(2007-2017)

### Transformers (2007)
Es el líder tiranico de los Decepticons, su modo alterno es un Jet Cybertroniano. Cayó en la Tierra hace 4 millones de años en búsqueda del Allspark, este estaba criogenizado en la presa Hoover ya que el bisabuelo de Sam lo descubrió y muchos científicos empezaron a estudiarlo y debido a su estado gélido la tecnología avanzaba en la Tierra, en el Sector 7 fue clasificado como ENB-1 (Extraterrestre No Biológico) pero Sam los alerto que era Megatron, el líder de los Decepticons, luego fue liberado por Frenzy y al escapar, se encontró con Starscream por primera vez en miles de años en el exterior. Inmediatamente pidió saber dónde estaba el cubo. Al enterarse de que los humanos tienen el AllSpark, Megatron reprendió a Starscream por otro fracaso. Este ordenó a todos los Decepticons refugiados en la Tierra que inicien el ataque, los Decepticons se van dirigiendo a Los Ángeles, en donde se generaba una gran batalla. Tras el transcurso del tiempo los Decepticons fueron derribados entre ellos: Frenzy se mata a sí mismo en la represa Hoover, Bonecrusher que muere decapitado por Optimus Prime. Megatron asesina a Jazz partiéndolo a la mitad antes de enfrentar a Optimus y perseguir a Sam Witwicky que tiene el AllSpark de Hoover Dam, destruyendo todo lo que se interponía en su camino. Brawl es derribado por Bumblebee con la ayuda de Mikaela y mientras que Barricade desaparece misteriosamente.
Cuando Megatron se enfrenta a Optimus en otra batalla, Blackout viene a ayudar a Megatron en la batalla contra Optimus, y es derribado por William Lennox. Fue atacado por los aviones de combate humanos y los soldados de tierra del capitán Lennox disparando rondas de munición Sabot. Optimus aprovechó esta oportunidad, golpeando a Megatron y derribándolo. Cuando Megatron intentó quitarle a Sam el AllSpark, Optimus Prime ordenó al chico en colocar el AllSpark en su pecho, pero en su lugar, Sam lo coloco en Megatron, ahora en su pecho, sobrecargándolo con energía y extinguiendo la fuerza vital del líder Decepticon. 
El cuerpo de Megatron fue arrojado al mar del Abismo Laurentiano en su punto más profundo, junto con los restos de los otros Decepticons muertos, donde las temperaturas cercanas al congelamiento, en teoría, haría imposible que pudiesen recuperarse.

### Transformers: la venganza de los caídos (2009)
Megatron es el líder secundario de los Decepticons. Long Haul, Mixmaster, Rampage, Scrapmetal, Scalpel y Ravage lo reviven de su tumba en el fondo del mar. Su nuevo modo alterno es el de un Tanque cybertroniano pero aun mantiene su habilidad para volar. Es reconstruido con las piezas de Scrapmetal, que es sacrificado debido a la orden de Scalpel por sus compañeros por ser el más pequeño para darle sus partes a Megatron.
Megatron regresa a Cybertron para reencontrarse con The Fallen, su maestro y Líder Supremo de los Decepticons pero antes este castiga a Starscream debido a que este lo abandonó en la guerra y ocupando su lugar de líder, The Fallen le ordena dos misiones: la primera era que secuestre a Sam Witwicky ya que este al tocar un fragmento del Allspark tenía los códigos de la Matrix ya que fue descubierto por la Pretender Alicia, una Decepticon que se transforma en una bella adolescente de género femenino que fue enviada por The Fallen para quitarle el Allspark y así descubrir los códigos de la Matrix. La segunda era que matara a Optimus Prime cumpliendo así sus objetivos. Fracasó en el secuestro de Sam debido a la intervención de Optimus, al que logra asesinar. Tras esto, se reunió con Starscream para planificar la llegada de una nueva oleada de decepticons dirigida por Fallen, y el es el encargado de hackear los medios de comunicación mundiales para que Fallen anuncie la invasión y solicite a los humanos que entreguen a Sam. Cuando Starscream logra rastrear una llamada de Sam Witwicky en Egipto, Megatron y The Fallen se dirigen a Egipto en búsqueda de Sam Witwicky y del Sun Harvester, un abastecedor de Energon que absorbe toda la energía del sol, este artefacto se activa por medio de la Matrix de Liderazgo ya que Sam Witwicky tenía los códigos por medio de unas escrituras Cybertronianas que se le grabó en la mente al tocar un fragmento del Allspark.
Después que Megatron disparara a Sam Witwicky, dejándolo inconsciente, y escapó al ser atacado por los soldados por lo que ha hecho, pero falló cuando Sam recuperó el conocimiento y él revivió a Optimus Prime con la Matrix de Liderazgo, Jetfire luego de quedar gravemente herido por Scorponok antes de que este lo eliminara, él se sacrifica para darle sus partes a Optimus Prime y que derrote a The Fallen brindándole más poder, más tenacidad, más velocidad y más fuerza, Optimus Prime en su modo Jet-Power Combination destruye el Sunharvester, deja gravemente herido a Megatron y mantiene una pelea con The Fallen hasta que Optimus Prime logra perforarlo con su propia lanza y elimina a The Fallen. Megatron, moribundo, llama a Starscream para que le asista. Tras la muerte de Fallen, se ve que Megatron lo ha visto todo con Starscream, quién le dice que el ser cobarde le puede hacer sobrevivir a veces. Megatron, ya convencido, se retira junto con los pocos restos de su ejército.

### Transformers: el lado oscuro de la luna (2011)
Han pasado tres años después de la Operación en Egipto y la muerte de The Fallen, Megatron es ahora el Líder Principal de todos los Decepticons, aparece completamente dañado y sin Energon, su rostro se encuentra en pésimas condiciones debido a la pelea que tuvo con Optimus Prime en la película anterior, al parecer perdió la facultad de volar ya que su modo alterno es terrestre, de un Camión Cisterna de Gas Mack Titan 10 - Wheeler Tank Truck de estado viejo y oxidado.

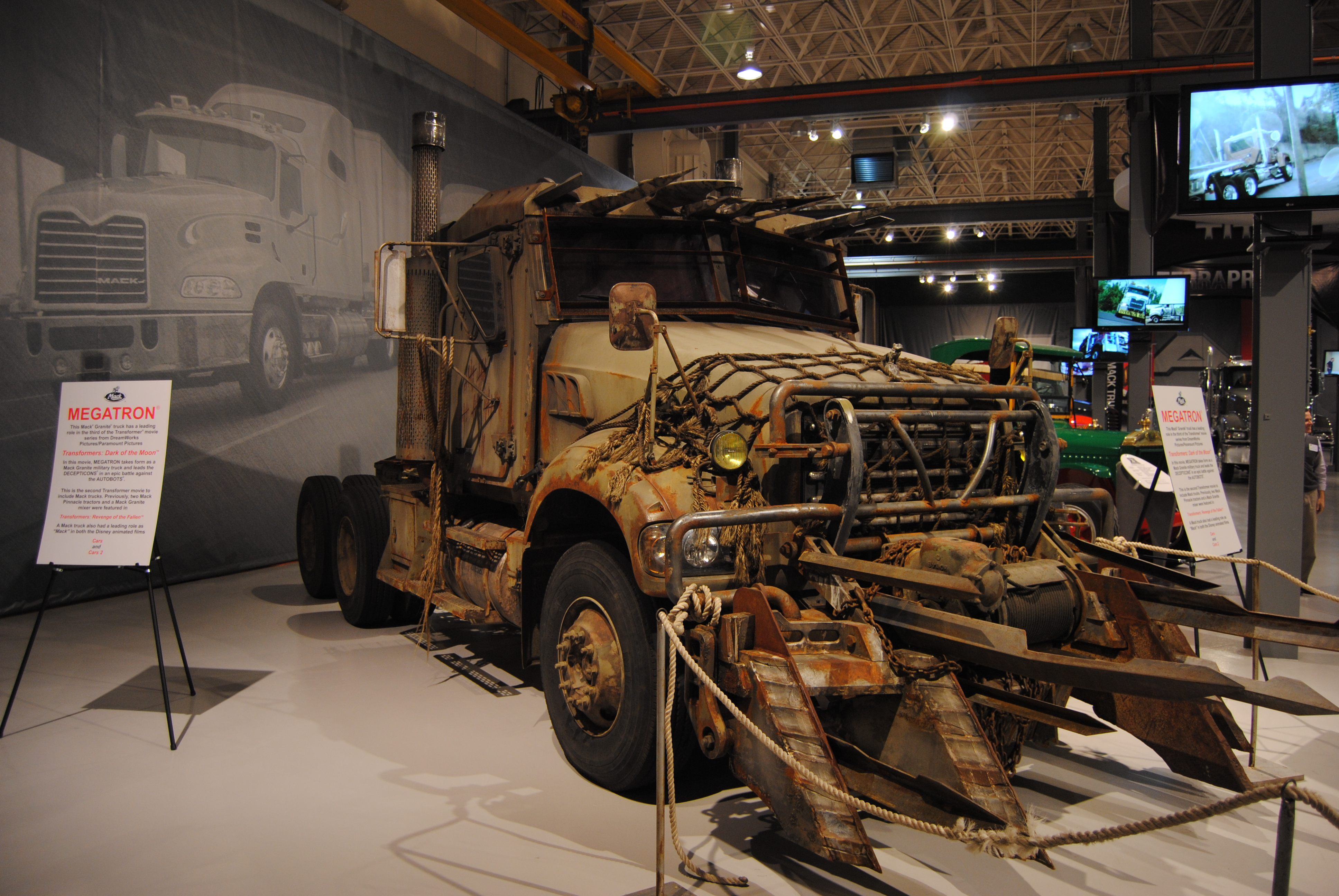
Megatron es un camión de Mack en Transformers 3

Este y Starscream se escondieron en las llanuras cercanas al monte Kilimanjaro, en Tanzania. Allí, sentado en su trono de basura, destripando a sus simbióticos Scalpels porque este los consideró unos parásitos inservibles. Sin embargo estaba en compañía de Starscream, Soundwave (quien bajó a la Tierra a brindarle ayuda como objetivo de comunicador en su modo alterno de un Mercedes Benz SLS-AMG) Shockwave junto con su oruga cibertroniana gigante Driller y Laserbeak, el fiel simbiótico y servidor de Soundwave, Laserbeak ayuda a Megatron en misiones de espionaje al igual que en G1 y algunos ajustes de cuentas contra algunos humanos rusos que conocían el secreto clasificado y trabajaban para los Decepticons; aunque comúnmente toma la apariencia de un Buitre. Megatron señaló su aprobación de los dos trabajos, y decidió que los seres humanos que trabajaban para ellos habían cumplido su propósito, y ordenó que fueran eliminados.
Después de que Sentinel Prime traicionara a los Autobots, Megatron y Starscream viajaron a Washington D. C., donde Megatron contempló como Sentinel le traía un nuevo ejército y anunció su nueva alianza pasajera. Al parecer, Sentinel debía encontrarse con Megatron en la Tierra, pero las circunstancias hicieron que ambos se desactivaran y Sentinel era el único que sabía cómo activar el puente espacial. Sin embargo, Megatron tenía un plan de contingencia: puesto que ya tenían los pilares en la Luna y Optimus había recuperado la Matrix de Liderazgo, simplemente necesitaba a Optimus para revivir a Sentinel, para poder activar los pilares. Y así llegó ese momento, y Megatron destruyó al Presidente Lincoln de su trono de piedra, y usó los restos como un asiento. Optimus llegó a detener a Sentinel pero era demasiado tarde. 
Poco tiempo después, Megatron viajó a Chicago Illinois, en donde él y Sentinel Prime están a punto de iniciar su toma del poder global y establecieron su base de operaciones en el edificio 35 East Wacker. El humano Dylan Gould, que trabajaba con los Decepticons, vino con Carly Spencer, la novia de Sam Witwicky, a ver, pero Megatron le ordenó que se fuera al decir que ya hizo su trabajo de forma maleducada e insultandolo. Después de que los Decepticons ocuparon con éxito Chicago, Megatron declaró que ésta era la victoria que él prometió, que de esta manera Cybertron sería restaurado. Sentinel, sintiendo que su pareja se ponía demasiado chistosa, recordó violentamente a Megatron su lugar; Sentinel no trabaja para Megatron, trabajó con Megatron, y advirtió al Decepticon que recordara la diferencia.
Mucho más tarde, Dylan gritó a Megatron que los Autobots, que aparentemente habían sido destruidos por Starscream, seguían vivos. Megatron ordenó que se levantaran los puentes y todas las naves de Decepticon para encontrar a los Autobots.
Sentinel, tras expulsarlo del tejado en el que estaban, tomaría el control de las fuerzas de Decepticon en la lucha contra los Autobots, y así, como la batalla enoja a Megatron, quién estaba en un callejón escondido y débil, aunque su espíritu fue levantado adecuadamente cuando Cybertron apareció en el cielo. Hasta que Carly Spencer se acercó a él y se burló de que Sentinel aparentemente lo había superado. Megatron negó esto y mantuvo que él siempre fue y siempre será el líder de los decepticons. Cuando Carly lo empujó más lejos, se preparó para aplastar a la humana por atreverse a hablarle de manera tan desafiante, pero se detuvo, dándose cuenta de lo lejos que había caído del poder en los últimos años y decidió tomar de nuevo el lugar que le correspondía en la parte superior de la cadena de comando. Eso es lo que estuvo cerca de hacer; Justo cuando Sentinel estaba a punto de dar el golpe fatal a Optimus, Megatron atacó y severamente hirió a Sentinel. Mientras tanto, Los Autobots destruyeron el pilar de control, destruyendo así el puente espacial y presumiblemente Cybertron con él. Viendo esto, Megatron le ofreció una tregua a Optimus, mientras pudiera permanecer a cargo de los Decepticons. "Después de todo," preguntó, "¿Quién serías tú sin mí, Prime?" La respuesta de Prime fue anunciar que era "Tiempo de averiguarlo", cuando rápidamente arrancó la cabeza de Megatron de sus hombros con su hacha, finalmente matando al tirano. Optimus utilizó entonces la escopeta de su némesis para matar a Sentinel por traidor.

### Transformers: la era de la extinción (2014)
Aunque la chispa de Megatron había sido extinguida en la batalla por Chicago, su cerebro permanecía intacto dentro de su cabeza cortada. Unos años después de la guerra de Chicago, los restos de Megatron fueron adquiridos por KSI, que obligó a Brains a descargar y descifrar datos del cerebro del líder Decepticon para ayudarles a romper los secretos del Transformium y crear sus propios drones Transformers. El jefe de la compañía, Joshua Joyce, pretendía que la pieza central de esta línea, su creación "Galvatron", fuera modelado físicamente después de Optimus Prime, pero la mente todavía funcional de Megatron influenció secretamente al Transformium, haciéndole tomar una forma no diferente a su propia apariencia, de modo que la cáscara de Galvatron pudiera servir como un nuevo cuerpo para sí mismo. Adicionalmente, se enteró de la alianza KSI con el cazador de recompensas Cybertroniano, Lockdown, y la semilla que iban a recibir como pago, y planeó robarla y usarla para crear suficiente Transformium para construir un enorme ejército Decepticon. Como el intermediario, Brains, era consciente del plan del líder Decepticon, pero se negó a notificar a sus captores de nada de esto, porque no les caían bien y nunca le iban a creer.
Después de cuatro prototipos de Galvatron fueron desechados por KSI debido a su "inexplicable" apariencia similar a Megatron, se vieron obligados a poner el quinto en la acción después de que los Autobots intentaron una incursión en sus instalaciones de Chicago. Antes de que saliera, Megatron transfirió su mente al cuerpo del zángano (o, como lo expresó Brains, "lo infectó con sus malvados cromosomas desagradables") y renació así, un bot sin chispas, sin alma. Al principio fingió obedecer el mando a distancia de KSI, pero rápidamente comenzó a exhibir su libre albedrío, disparando sus armas sin ordenar y mostrando un desprecio temerario por los espectadores civiles. Cuando Optimus Prime enfrentó a Galvatron en la batalla, pudo percibir la esencia de Megatron dentro del drone cuando esté le habló, pero antes de que su lucha pudiera llegar a un final definitivo, Lockdown intercedió y secuestró a Prime y a Tessa.
Brains reveló el esquema de Galvatron a Cade Yeager, quien llamó a Joyce y lo alertó del peligro que Galvatron planteaba si obtuviera la Semilla. Habiendo terminado su trato con Lockdown, Harold Attinger entregó la semilla que había recibido a cambio de Optimus. Aunque se hicieron esfuerzos para reforzar la seguridad, Galvatron se activó por su cuenta mientras reivindicaba su nueva identidad, y luego animó a otros Transformers de KSI. Juntos, Galvatron y sus nuevos Decepticons destrozaron el laboratorio de KSI mientras buscaban la semilla. Sin embargo, Joyce pudo huir de la instalación con la Semilla, escapando tanto de Galvatron como de la CIA, Cemetery Wind. Él intentó reunirse con los Autobots y Yeager en Hong Kong. Galvatron ordenó que sus nuevos Decepticons se separaran y encontraran a Joyce, sus tropas fueron capaces de derribar la nave Autobot justo cuando Joyce estaba a punto de entregar la Semilla. La nave Autobot aterrizó en el cercano Valle de Wulong, dejando solo a Hound y Bumblebee para proteger a los humanos y la Semilla. Sin embargo, los autobots estaban a punto de perder, en eso los otros Autobots regresaron con los Dinobots en el remolque, cambiando rápidamente el curso de la batalla y matar a la mayor parte de los Decepticons. Galvatron solo fue salvado por la oportuna reaparición de Lockdown, cuyo ataque atrajo la atención de Optimus. Con sus planes temporalmente frustrados, Galvatron declaró su renacimiento, demostrando que si era Megatron, y huyendo hacia un lugar indeterminado.

### Transformers: el último caballero(2017)
En algún momento, en circunstancias inexpresadas, Galvatron se alió con la bruja y supuesta "diosa" Cybertroniana, Quintessa, tomó un nuevo modo alternativo, y volvió a usar su verdadero nombre como Megatron. Quintessa lo mandó a recuperar el cetro que fue robada por sus caballeros guardianes, que se trató de utilizar para drenar la fuerza vital de la Tierra con el fin de restaurar a Cybertron en ruinas. Aprendiendo de su nuevo empleador, la Tierra, su antiguo enemigo de Cybertron, Unicron. Megatron inspeccionó cada uno de los seis "cuernos" montañosos que habían comenzado a emerger de su superficie en preparación para la llegada de Cybertron, pero la primera ruta de navegación en el rastro del cetro, no pudo encontrarlo hasta que Barricade fue testigo de un caballero a punto de morir, dando a Cade Yeager un talismán. Enojado con su fracasado subordinado para obtenerlo, Barricade salvó la situación con un plan para utilizar al TRF para hacer el trabajo por ellos.
Megatron secuestró a dos agentes de la CIA para hacer un trato con Lennox en el desierto en liberar a los Decepticons: Mohawk, Dreadbot, Nitro Zeus y Onslaught (solo conformarse con el último después de su primera elección, Berserker, pero fue rechazada).  Los Decepticons rastrearon a Yeager a su escondite, un depósito de chatarra en Dakota del Sur, pero su presa ya había escapado a un pueblo cercano. Megatron descubrió la cabeza de Starscream, y reflexionó a su traidor exteniente que la victoria estaba cerca, y se compadeció de que Starscream no pudo vivir para ver su victoria. Posteriormente, fue atacado por Hound, pero disparó al Autobot con una ráfaga de su cañón de fusión. Siguió con los Decepticons en buscar a Yeager e Izabella, pero como Mohawk, Dreadbot y Onslaught fueron derrotados por los Autobots, solo escapo con Nitro Zeus y Barricade.
Cuando Yeager y Bumblebee fueron a Inglaterra para reunirse con Sir Edmund Burton, Megatron y sus fuerzas restantes los siguieron, sabiendo que Yeager los llevaría al Estado Mayor. Yeager se unió posteriormente con Viviane Wembley en búsqueda del cetro de Quintessa en la nave de caballeros en el fondo del océano. Quintessa , en ese intervalo de tiempo, puso  a Optimus Prime bajo su control y lo envió para obtener el cetro, pero cuando Bumblebee ayudó a Prime en romper su control, Megatron aprovechó la oportunidad, en las rayas a espalda al desorientado Prime, y arrebatando el cetro. Proclamó a su némesis que había dado la espalda a Cybertron, por última vez, y vería morir a la Tierra. Como Cybertron llegó a la órbita de la Tierra, los Decepticons se dirigieron a Stonehenge, donde Megatron activa el portal a través del cual se drenaria la energía de Unicron. Cuando Burton y los militares británicos intentaron detenerlos, Megatron mató a Burton con un solo disparo.
Los Decepticons procedieron a reubicar a Cybertron, Megatron entregó el cetro a Quintessa y llevó a la defensa de su cámara  en contra de las fuerzas conjuntas de los Autobots, los humanos y Dragonstorm. Sus fuerzas llevaron a cabo la línea hasta que Sqweeks destruyó con su arma un cañón y Optimus llega y mata a Infernocus. Él y Nitro cayeron hacia atrás cuando los Autobots rompieron a través de las defensas y llegó a frustrar su plan, y pronto atacan todos los Autobots juntos. Mientras se preparaba para entregar un golpe mortal a Hound que se congeló brevemente por Hot Rod a tiempo de desaceleración de su pistola y fue disparado por Hound. Posteriormente, fue abordado por Bumblebee y cuando se disponía a volar al pequeño Autobot, Optimus Prime intervino, cortando su brazo de cañón de fusión. Megatron, a pesar de su lesión, logró someter a Optimus y trató de influir a Optimus recordándole la forma en que una vez que habían sido "hermanos", pero Optimus replicó que, efectivamente, había sido solo una vez, y le dio una patada a través de la pared de la cámara de ignición, enviándolo en caída picada a través del aire. Quintessa fue derrotada y sus planes frustrados.

## Transformers Prime
En esta versión Megatron sigue siendo el antagonista principal, a diferencia de Transformers Animated en la que este no tuvo tanta participación a comienzos de la primera temporada. Sin embargo su modo alterno es un Jet Cybertroniano, en homenaje a la película Transformers del 2007.
Este cybertroniano perteneció a la casta de Gladiadores. Obligado a pelear para diversión de los demás y sin derecho a un nombre, se rebeló al sistema, usando primero el nombre de Megatronus, para finalmente adquirir el nombre de Megatron. Sus ideales se captaron con varios secuaces (antes de llamarse Decepticons), entre ellos, los que serían sus leales servidores: Soundwave, y Shockwave, llegando a traspasar las fronteras de su ciudad Kaón, conociendo así a Orion Pax, (Optimus Prime) refiriéndose a él a veces como "El Bibliotecario" y otras como "Hermano".
Megatron y Orion Pax comenzaron su lucha contra el sistema, cada uno aplicando sus propios métodos. Pero cuando el Consejo Superior tomo la decisión de nombrar a Orion Pax como un Prime, adquiriendo el nombre de Optimus, y sus compañeros seguidores llamados Autobots, Megatron se sintió traicionado y llamó a los suyos Decepticons e inició una devastadora lucha en la que llegaría a apoderarse de gran parte del planeta.
Tras ciclos estelares de lucha por su ideal, Megatron descubre el poder del Dark Energon, gracias a Starscream, con el cual desvía sus intenciones iniciales de liberar Cybertron de los sistemas de castas, sin quererlo.
Al final de la serie (capítulo 13 temporada 3) asesina a Bumblebee dándole 4 disparos pero este cae al energon sintético por lo cual resucita recuperando su módulo de voz y mata a Megatron.
En Predacons Rising, Unicron lo despierta usando el energon oscuro que Megatron aún tenía, tomando control de su cuerpo, al final de la película, Megatron decide terminar la guerra y se va hacia un destino desconocido hasta la fecha.

## Transformers One (2024)
Megatron aparece en la película animada Transformers One (2024), donde revela su historia de origen como D-16, siendo uno de los deutogonista, luego Antagonista Principal de la cinta después de matar a Sentinel Prime y traicionar a Orion Pax. 
Es un robot minero sin engranaje, y junto con su mejor amigo Orion Pax, trabajan en las minas de Energon y muestra una gran admiración por el legendario Megatronus Prime. Ellos entran en secreto en una carrera organizada por el líder de Cybertron, Sentinel Prime, pero pierden. Mientras Sentinel está impresionado por su truco, un guardia celoso como Darkwing, los reasigna a la incineración de basura, donde conocen al excéntrico B-127. Los tres descubrieron un chip entre la basura que contenía un mensaje de socorro de Alpha Trion, uno de los Primes, que revelaba las coordenadas de su ubicación en la superficie.
Accidentalmente, llevando a Elita con ellos, encontraron a Alpha Trion en una cueva junto a los cadáveres de los otros Primes. Al ver la verdad de que Sentinel traicionó a los Primes y ha estado trabajando en secreto para los Quintessons, dándoles suministros regulares de Energon a cambio de dejarlo gobernar Cybertron mientras quitaba los engranajes de los mineros para mantenerlos subordinados. D-16 se indignó porque Sentinel le mintió y recibió su engranaje para transformarse en un tanque plateado. D-16 y su equipo logran escapar de los guardias de Sentinel, pero son capturados por la Guardia de Élite, Cybertronianos rebeldes contra Sentinel. D-16 se niega a recibir órdenes de nadie más y tomó el mando de ellos al derrotar a su líder, Starscream, con un nuevo cañón de fusión que transformó. D-16 se estaba volviendo cada vez más agresivo desde que se enteró de la verdad, antes de que los guardias de Sentinel atacaran y capturaran a D-16, B-127 y la mitad de la Alta Guardia que fueron llevados a Iacon para su ejecución pública. 
D-16 es torturado por Sentinel, al enterarse de que tomó el engranaje de su ídolo, Megatronus Prime, antes de ser marcado con su símbolo. Al ser rescatado por Orión y mostrarle a Sentinel evidencia de su traición, D-16 se niega a perdonar a Sentinel e intenta ejecutarlo en venganza, pero es detenido por Orión, quien luego resulta mortalmente herido después de recibir el disparo por Sentinel. D-16 deja que su ira se apodere de él y decide traicionar a Orión arrojándolo al núcleo de Cybertron. Después de matar a Sentinel, D-16 anuncia su nuevo gobierno sobre Cybertron después de tomar el engranaje de Megatronus dentro de Sentinel, renombrándose a sí mismo como "Megatron" y ordena a la Guardia de Élite que destruya a Iacon. D-16 luchó contra Elita-1 y B-127, y antes de que pudiera matarlos, Orion Pax resucita como "Optimus Prime" y lo enfrenta. Megatron se enfureció porque a Orión se le dio la Matriz de Liderazgo y lucha contra él. En un combate singular, Optimus lo derrota. El fue criticado por usar sus nuevos poderes para destruir a Iacon en lugar de lo que Alpha Trion pretendía y, como castigo, Optimus lo exilia a él y a la Guardia de Élite. Megatron juró vengarse de Optimus antes de dejar a Iacon con el resto de la Guardia de Élite. A pesar de ser derrotado, Megatron jura gobernar Cybertron y renombra a la Guardia de Élite como los Decepticons y declara la guerra a Optimus.